# Goldie Hawn
Goldie Jeanne Hawn (Washington, 1945. november 21. –) Oscar- és Golden Globe-díjas amerikai színésznő, rendező, énekesnő, táncosnő és filmproducer.
Elsőként a Rowan & Martin’s Laugh-In (1968–70) című szkeccsműsorral lett híres, majd az 1969-ben bemutatott A kaktusz virága című romantikus vígjátékkal elnyerte a legjobb női mellékszereplőnek járó Oscar- és Golden Globe-díjakat.
Az 1970-es évektől olyan filmekben tűnt fel (további Golden Globe-jelöléseket szerezve), mint A pillangók szabadok (1972), a Sugarlandi hajtóvadászat (1974), a Sampon (1975), az Óvakodj a törpétől (1978), a Hárman a slamasztikában (1980) és a Benjamin közlegény (1980) – utóbbi címszerepéért ismét Oscar- és Golden Globe-díjakra jelölték, ezúttal mint legjobb női főszereplő. Szerepelt még A vasmacska kölykei (1987), a Palimadár (1990), a Jól áll neki a halál (1992), a Jöttem, láttam, beköltöztem (1992), az Elvált nők klubja (1996), a Párosban a városban (1999) és az Örök lányok (2002) című filmekben is.
Oliver Hudson, Kate Hudson és Wyatt Russell színészek édesanyja, 1983 óta Kurt Russell élettársa.

## Élete és pályafutása
Goldie Hawn Washingtonban született. Anyja, a magyar származású zsidó Laura Steinhoff egy tánciskola és egy ékszerbolt tulajdonosa volt, aki a „Goldie” nevet leányának az Aranka név angol tükörfordításaként választotta. Apja, Edward Hawn zenészként dolgozott, presbiteriánus, és az amerikai függetlenségi nyilatkozat legfiatalabb aláírójának egyenes ági leszármazottja. Van egy nővére: Patricia.
Goldie Hawn háromévesen, 1948-ban kezdett el balettet tanulni, és táncleckéket venni. Színészi karrierjét tizenegy évesen kezdte A diótörő című balettben, fellépésenként 1,50 dollárt kapott. 1961-ben érte el a siker küszöbét, amikor a Rómeó és Júliában szerepelt. New Yorkban már hivatásos táncosnak számított. Később a Montgomery Blair egyetem mellett, ahol színjátszást tanult, bár tanulmányait nem fejezte be, még mindig tánctudásából élt: egy balettiskolában oktatott, miközben esténként go-go táncosként lépett fel.
Nyilván éppen tánckarrierjének köszönhette annak idején legendásan vonzó alakját, és a szexszimbólum státuszt, ami „feljogosította” arra, hogy 39 évesen megmutassa magát a Playboy címlapján, a lap történetének egyik legjobb eladását produkálva. Azután a tánckarriernek vége lett, Goldie a hatvanas évek közepén tűnt fel televíziós komédiasorozatokban, [1968-ban megkapta első filmszerepét. Egy évvel később a A kaktusz virágában nyújtott teljesítményéért Oscar- és Golden Globe-díjat kapott.
2002 óta nem vállalt semmiféle szerepet, egészen a 2017-es Ó, anyám!ig. Az utóbbi években inkább az írással próbálkozik. 2005-ben jelent meg A Lotus Grows in the Mud (A lótusz a sárban nő) című önéletrajzi ihletésű könyve.
A Demokrata Párt szimpatizánsa.

## Magánélete
Kétszer ment férjhez. Első férjével, Gus Trikonis rendezővel hét évig élt együtt (1969–1976). Második férjétől, Bill Hudson humoristától (1976–1980) két gyermeke van, a színész Oliver és a szintén színész-modell Kate Hudson. 1983 óta van együtt Kurt Russell-lel, akitől egy fia született, a későbbi színész Wyatt Russell (1986–).

## Filmográfia

### Film
| Év   | Magyar cím                        | Eredeti cím                                     | Szerep                            | Magyar hang        |
| ---- | --------------------------------- | ----------------------------------------------- | --------------------------------- | ------------------ |
| 1968 |                                   | The One and Only, Genuine, Original Family Band | nevetgélő lány                    |                    |
| 1969 |                                   | The Sidehackers                                 | néző (stáblistán nem szerepel)    |                    |
| 1969 | A kaktusz virága                  | Cactus Flower                                   | Toni Simmons                      | Halász Judit       |
| 1970 | Lány a levesemben                 | There's a Girl in My Soup                       | Marion                            | Kovács Nóra        |
| 1970 | Lány a levesemben                 | There's a Girl in My Soup                       | Marion                            | Kiss Erika         |
| 1971 |                                   | $                                               | Dawn Divine                       |                    |
| 1972 | A pillangók szabadok              | Butterflies Are Free                            | Jill Tanner                       | Kiss Eszter        |
| 1974 | Sugarlandi hajtóvadászat          | The Sugarland Express                           | Lou Jean                          | Kovács Nóra        |
| 1974 | Sugarlandi hajtóvadászat          | The Sugarland Express                           | Lou Jean                          | Für Anikó          |
| 1974 | Sugarlandi hajtóvadászat          | The Sugarland Express                           | Lou Jean                          | Urbán Andrea       |
| 1974 | Lány a Petrovka utcából           | The Girl from Petrovka                          | Oktyabrina                        | Murányi Tünde      |
| 1975 | Sampon                            | Shampoo                                         | Jill Haynes                       | Orosz Helga        |
| 1976 |                                   | The Duchess and the Dirtwater Fox               | Amanda Quaid / Swansbury hercegnő |                    |
| 1978 | Óvakodj a törpétől                | Foul Play                                       | Gloria Mundy                      | Kovács Nóra        |
| 1978 | Óvakodj a törpétől                | Foul Play                                       | Gloria Mundy                      | Kovács Nóra        |
| 1978 | Óvakodj a törpétől                | Foul Play                                       | Gloria Mundy                      | Hámori Eszter      |
| 1979 | Utazás olasz módra                | Lovers and Liars                                | Anita                             | Virághalmy Judit   |
| 1979 | Utazás olasz módra                | Lovers and Liars                                | Anita                             | Kiss Erika         |
| 1979 | Utazás olasz módra                | Lovers and Liars                                | Anita                             | Szórádi Erika      |
| 1980 | Benjamin közlegény                | Private Benjamin                                | Judy Benjamin                     | Vándor Éva         |
| 1980 | Hárman a slamasztikában           | Seems Like Old Times                            | Glenda Parks                      | Kútvölgyi Erzsébet |
| 1980 | Hárman a slamasztikában           | Seems Like Old Times                            | Glenda Parks                      | Vándor Éva         |
| 1982 | Házasodjunk, vagy tán mégse?      | Best Friends                                    | Paula McCullen                    | Kovács Nóra        |
| 1982 | Házasodjunk, vagy tán mégse?      | Best Friends                                    | Paula McCullen                    | Rudolf Teréz       |
| 1984 | Második műszak                    | Swing Shift                                     | Kay Walsh                         | Pikali Gerda       |
| 1984 | Protokoll                         | Protocol                                        | Sunny Davis                       | Andresz Kati       |
| 1986 | Vadmacskák                        | Wildcats                                        | Molly McGrath                     | Vándor Éva         |
| 1986 | Vadmacskák                        | Wildcats                                        | Molly McGrath                     | Andresz Kati       |
| 1986 | Vadmacskák                        | Wildcats                                        | Molly McGrath                     | Für Anikó          |
| 1987 | A vasmacska kölykei               | Overboard                                       | Joanna Stayton / Annie Proffitt   | Andresz Kati       |
| 1990 | Palimadár                         | Bird on a Wire                                  | Marianne Graves                   | Kovács Nóra        |
| 1990 | Palimadár                         | Bird on a Wire                                  | Marianne Graves                   | Kiss Eszter        |
| 1990 | Az én kék egem                    | My Blue Heaven                                  | nem szerepel                      |                    |
| 1991 | Megcsalatva                       | Deceived                                        | Adrienne Saunders                 | Andresz Kati       |
| 1992 | Cikk-cakk                         | CrissCross                                      | Tracy Cross                       |                    |
| 1992 | Jöttem, láttam, beköltöztem       | Housesitter                                     | Gwen Duncle / Buckley / Phillips  | Kovács Nóra        |
| 1992 | Jól áll neki a halál              | Death Becomes Her                               | Helen Sharp                       | Csere Ágnes        |
| 1995 | Szóbeszéd                         | Something to Talk About                         | nem szerepel                      |                    |
| 1996 | Elvált nők klubja                 | The First Wives Club                            | Elise Elliot Atchison             | Udvaros Dorottya   |
| 1996 | A varázsige: I love you           | Everyone Says I Love You                        | Steffi Dandridge                  | Kovács Nóra        |
| 1999 | Párosban a városban               | The Out-of-Towners                              | Nancy Clark                       | Kovács Nóra        |
| 2001 | Félrelépősdi                      | Town & Country                                  | Mona Morris                       |                    |
| 2002 | Örök lányok                       | The Banger Sisters                              | Suzette                           | Vándor Éva         |
| 2012 |                                   | Hot Flash Havoc (dokumentumfilm)                | narrátor                          |                    |
| 2017 | Ó, anyám!                         | Snatched                                        | Linda Middleton                   | Udvaros Dorottya   |
| 2017 |                                   | SPF-18                                          | narrátor                          |                    |
| 2018 | Karácsonyi krónikák               | The Christmas Chronicles                        | Mikulásné / Mrs. Claus (cameo)    | Kovács Nóra        |
| 2020 | Karácsonyi krónikák: Második rész | The Christmas Chronicles 2                      | Mikulásné / Mrs. Claus            | Kovács Nóra        |

### Televízió
| Év        | Magyar cím          | Eredeti cím                | Szerep               | Megjegyzések          |
| --------- | ------------------- | -------------------------- | -------------------- | --------------------- |
| 1967–1968 |                     | Good Morning World         | Sandy Kramer         | 20 epizód             |
| 1968–1970 |                     | Rowan & Martin's Laugh-In  | Goldie               | 1–4. évad (64 epizód) |
| 1997      |                     | Space Ghost Coast to Coast | önmaga               | 1 epizód              |
| 1997      |                     | Hope                       | nem szerepel         | tévéfilm (rendező)    |
| 2001      | Billie kontra Bobby | When Billie Beat Bobby     | nem szerepel         | tévéfilm              |
| 2002      |                     | The Matthew Shepard Story  | nem szerepel         | tévéfilm              |
| 2013      | Phineas és Ferb     | Phineas and Ferb           | Peggy McGee (hangja) | 1 epizód              |

## Diszkográfia
- 1972 – Goldie (Az ötből három csillagot kapott az Allmusic kritikusaitól)[13]

## Díjak, jelölések
- 1970 – Oscar-díj – Legjobb női mellékszereplő A kaktusz virága
- 1971 – BAFTA-díj – Legjobb női alakítás jelölés A kaktusz virága
- 1970 – Golden Globe-díj – Legjobb női mellékszereplő A kaktusz virága
- 1970 – Golden Globe-díj – Legígéretesebb fiatal színésznő jelölés A kaktusz virága
- 2003 – Golden Globe-díj – Legjobb női alakítás jelölés Örök lányok

## Érdekességek
- Goldie édesanyja magyar. A színésznő a Jöttem, láttam, beköltöztem című vígjátékban egy magyar lányt alakít, aki a Budapest elnevezésű étteremben felszolgálóként dolgozik. A filmkészítőknek az ötletet Goldie származása adta, legalábbis ami a magyar vonalat illeti.[14]
- 2005-ben megjelent az önéletrajzi könyve.

## Magyarul megjelent művei
- Goldie Hawn–Wendy Holden: Hogyan neveljünk boldog gyermeket?; ford. Kovács Zsuzsa; Édesvíz, Bp., 2013

## Fordítás
- Ez a szócikk részben vagy egészben  a   Goldie Hawn című angol Wikipédia-szócikk fordításán alapul.  Az eredeti cikk szerkesztőit annak laptörténete sorolja fel. Ez a jelzés csupán a megfogalmazás eredetét és a szerzői jogokat jelzi, nem szolgál a cikkben szereplő információk forrásmegjelöléseként.